# Dead Man Dating (Čarovnice)
Dead Man Dating je četrta epizoda prve sezone serije Čarovnice.

## Obnova epizode
Phoebe hoče presenetiti Prue in za razliko od prejšnih let, prinesti darilo za njen rojstni dan. Zato si poišče službo. Zaposli se kot jasnovidka, vendar se njeno delo zaplete, ko ugotovi, da bo ena od njenih strank umrla. Obupno si prizadeva rešiti stranko, kar ji na koncu tudi uspe. Piper pa poskuša rešiti duha pred Yamo, ki je kitajski bog podzemlja. Da bi rešili njegovo dušo pred Yamo ga morajo pokopati oziroma njegovo telo. Vendar si njegovo indentiteto želi še nekdo drug, ki umre, ko se zaplete v boj s čarovnicami. 